# Riacho Mucuim
Riacho Mucuim är ett periodiskt vattendrag i Brasilien.   Det ligger i delstaten Ceará, i den östra delen av landet, 1 300 km nordost om huvudstaden Brasília.
Omgivningarna runt Riacho Mucuim är huvudsakligen savann. Runt Riacho Mucuim är det mycket glesbefolkat, med 7 invånare per kvadratkilometer.